# Vasco Lourenço Cardoso
Vasco Lourenço Cardoso (Mancelos, c. 1330 -?) foi um fidalgo e Cavaleiro medieval do Reino de Portugal, exerceu o cargo de  Escudeiro em Cardoso. Foi o 4º Senhor da Honra de Cardoso bem como da Quinta do mesmo nome. Foi igualmente senhor da localidade de Ervilhão. Aparece documentado na lista dos Cavaleiros reais em 1339 onde se informa que é natural da localidade de Mancelos.

## Relações familiares
Foi filho de Lourenço Vasques Cardoso (1300 -?) e de uma senhora cujo nome a história não regista. Teve com Francisca Martins ou Marques (1340 -?):
1. Lopo Vaz Cardoso,
2. Álvaro Vaz Cardoso (1370 -?), alcaide-mor do Castelo de Trancoso casou com Maria Rodrigues de Vasconcelos (1380 -?), filha de Mem Rodrigues de Vasconcelos (1275 -?) e de Maria Martins Zote (1270 -?)